# 上大脳静脈
上大脳静脈（じょうだいのうじょうみゃく）は脳半球の上面、外側面、内側面を流れる8から12本の静脈。大部分は脳回の間の脳溝にあるが、脳回を横切るものもある。
それぞれが上矢状静脈洞へと向かう。